# La Galissonnière (cuirassé)
Pour les autres navires du même nom, voir La Galissonnière.
Le La Galissonnière est un cuirassé à coque en fer de la classe La Galissonnière à batterie centrale et barbettes ayant été en service dans la Marine française. Lancé en 1872, il entre en service en 1874 ; il est retiré du service en 1894.

## Histoire
Participe à la Guerre franco-chinoise entre 1881 et 1885

## Commandants
- Prosper Delassaux commandant en janvier 1879 . Porte pavillon du contre-amiral Alexandre Peyron (1823-1892) commandant en chef la Division navale des Antilles.
- Léon Pierre Miet (1830-1897), capitaine de vaisseau, porte pavillon du contre-amiral Alfred Conrad (1824-1891), commandant en chef la Division du Levant le 18 janvier 1881[2].

## Personnalités ayant servi ou monté à son bord
- Chassoux, capitaine de frégate, commandant en second[2]
- François Edmond Fontaine (1847-1884), Lieutenant de vaisseau en 1882 au sein de la Division navale du Levant, et en 1884 dans la Division navale des mers de Chine et du Japon. Commandant la compagnie de débarquement du cuirassé La Galissonnière, il est  tombé au combat, à la Bataille de Tamsui le 8 octobre 1884 pendant la Guerre franco-chinoise, et dont la tête fut promenée au bout d'une pique dans la ville par les chinois.
- Jules Félix Friocourt (1841-1917), médecin de la Division du Levant, à bord en 1882[3]
- Benjamin Girard (1830-1905), commissaire de la Division navale du Levant, géographe, historien à bord en 1881 -1883[2]
- Bernard Louis Lallemand (1841-1890), aumônier de la Division du Levant, 1881[4] ,[2]
- Armand Louis Leudet de La Vallée (1844-1912), Lieutenant de vaisseau, torpilleur en 1882[5] ,[2]
- Muller, lieutenant de vaisseau, aide de camp, 1881[2]
- Edmond Félix Prouhet(1834-1922), second sur ce navire en janvier 1879.
- Frédéric Émile Richard-Foy (1849-1918), Lieutenant de vaisseau à bord en 1882[6] ,[2]